# Хэнкок, Винсент
Ви́нсент Хэ́нкок (англ. Vincent Hancock; род. 19 марта 1989, Порт-Шарлотт, Шарлотт, Флорида, США) — американский стрелок, выступающий в дисциплине скит, 4-кратный олимпийский чемпион (2008, 2012, 2020, 2024), многократный чемпион мира.

## Биография

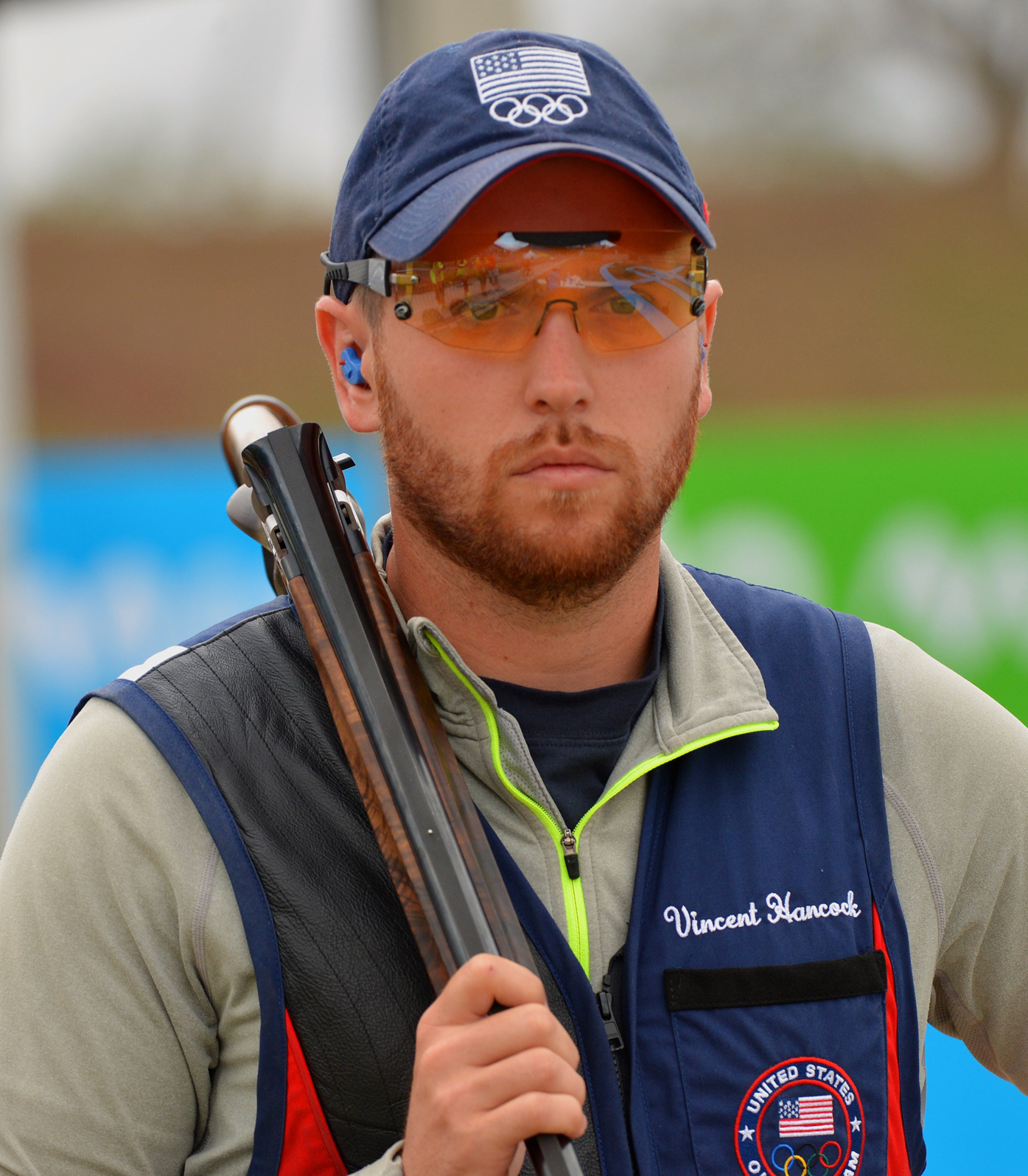
Хэнкок на Олимпийских играх 2016 года

Заниматься стрельбой Хэнкок начал в 2001 году, а уже в 2005 году в шестнадцатилетнем возрасте он выиграл чемпионат мира по стендовой стрельбе, который прошёл в Лонато.
Через два года в Никосии американец завоевал две бронзовые медали в личном и командном турнирах в ските.
На Олимпиаде в Пекине Хэнкок завоевал золотую медаль. В квалификационном раунде он набрал 121 балл, опередив на один точный выстрел всех своих соперников. В финальном раунде американец разбил 24 мишени из 25, а норвежец Туре Бровольд показал стопроцентный результат. В итоге оба спортсмена набрали по 145 очков, а судьбу медали решила перестрелка между ними. Бровольд ошибся на четвёртом выстреле, а Хэнкок был точен, что и принесло ему золото Олимпиады.
В 2009 году в Мариборе американец второй раз стал чемпионом мира.
На Олимпиаде в Лондоне Хэнкок показал лучшие результаты и в квалификации, и в финале. Он обновил олимпийские рекорды в квалификации и сумме, промахнувшись всего дважды (из 150 выстрелов). Ближайшего конкурента датчанина Андерса Голлинга он обошёл на 2 балла.
В 2015 году вновь выиграл золото в ските на чемпионате мира в Лонато. На Олимпийских играх 2016 года в Рио-де-Жанейро сенсационно не смог выйти в финал, заняв только 15-е место в квалификации. Хэнкок выбил только 119 из 125, допустив как минимум один промах в каждой из 5 серий.
В 2018 году вновь стал чемпионом мира. На Олимпийских играх 2020 года в Токио в квалификации выбил 100 из 100 в первых 4 сериях. Однако в пятой серии Хэнкок неожиданно допустил три промаха и был вынужден участвовать в перестрелке за выход в финал, в которой оказался лучшим. В финале Хэнкок стрелял уверенно, допустил только 1 промах в 60 выстрелах и третий раз выиграл олимпийское золото.
На чемпионате мира 2023 года в Баку выиграл золото в командном ските и командном смешанном ските.
Винсент Хэнкок является сержантом Армии США. Женат, имеет двоих детей.